# Kapuzinerkloster Innsbruck

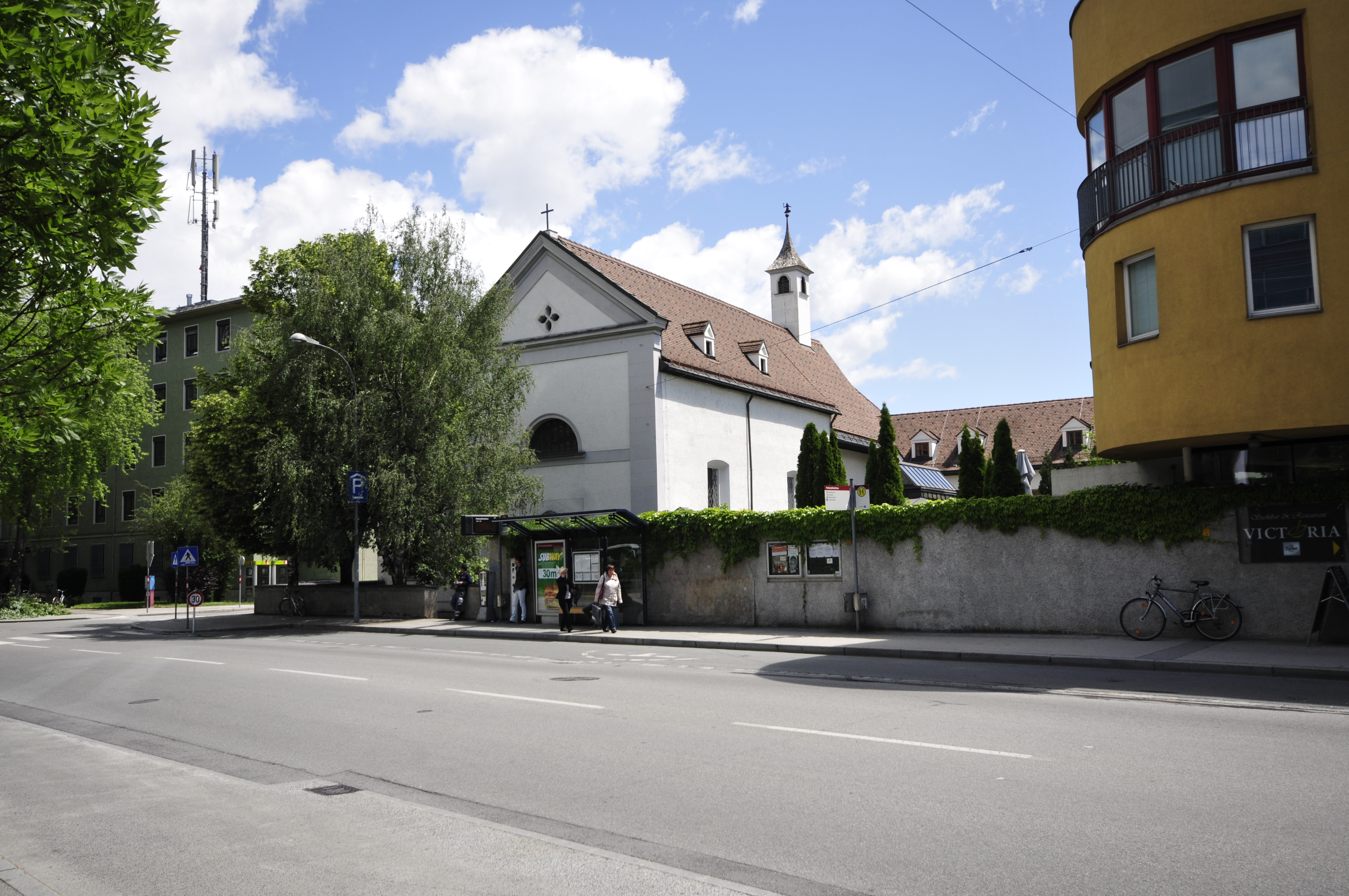
Kapuzinerkloster Innsbruck

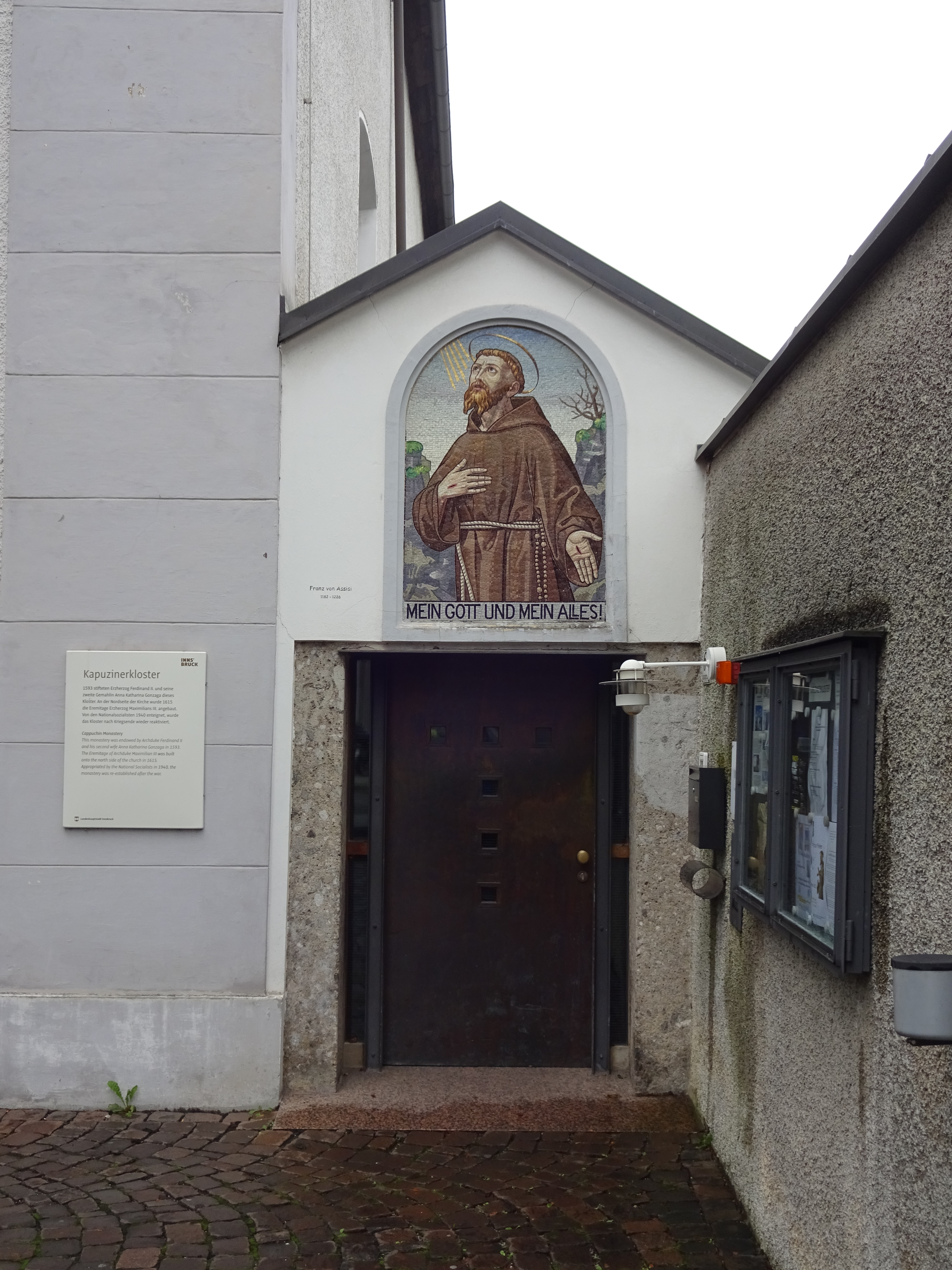
Klosterpforte mit Mosaik des hl. Franziskus

Das Kapuzinerkloster Innsbruck ist ein Kloster des Kapuzinerordens in Innsbruck. Es war Sitz des Provinzialats der ehemaligen Kapuzinerprovinz Österreich-Südtirol.

## Lage
Das Kapuzinerkloster liegt im Innsbrucker Stadtteil Innenstadt an der Ecke Kaiserjägerstraße/Kapuzinergasse.

## Geschichte

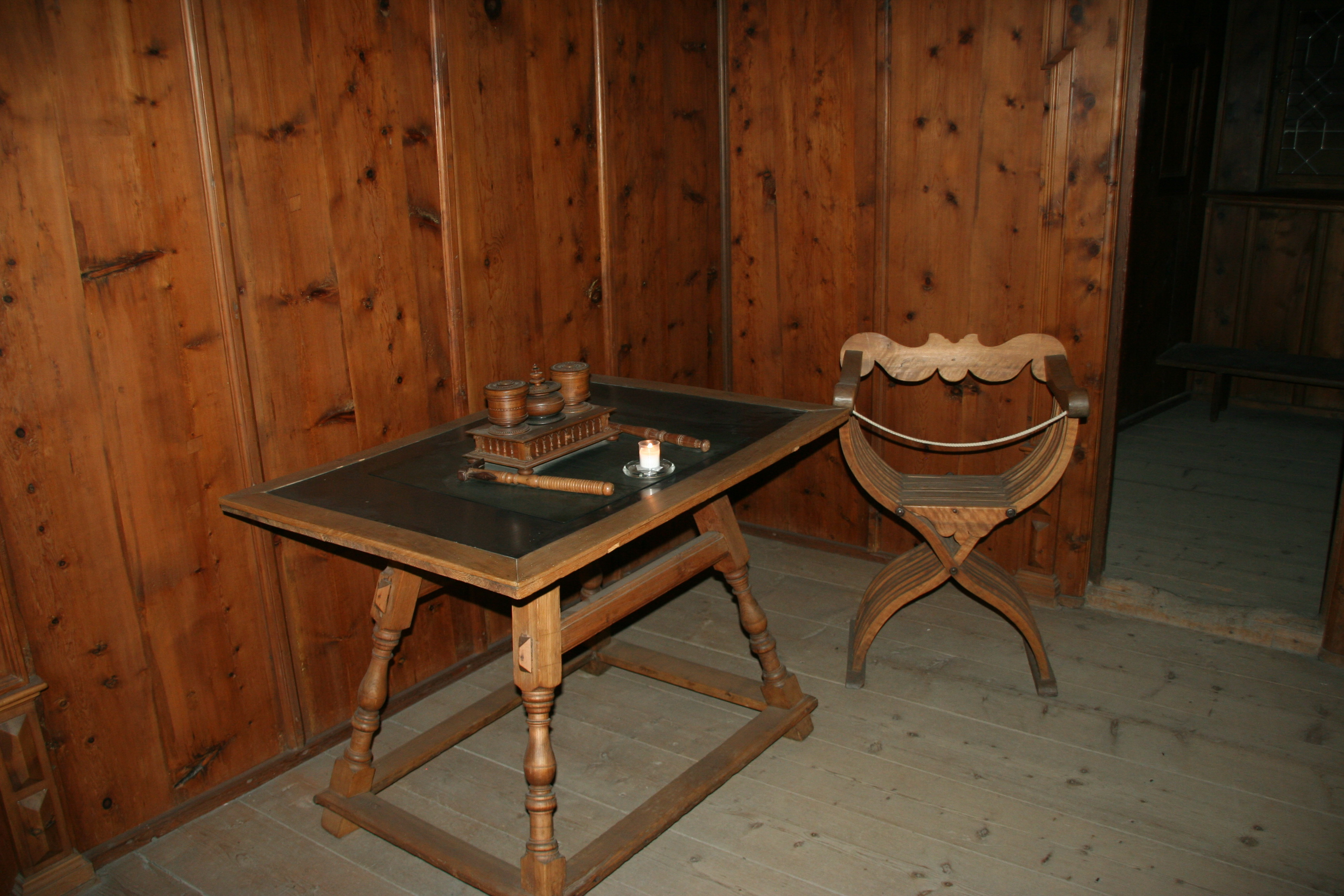
Eremitage

Das Kapuzinerkloster in Innsbruck ist das älteste des Kapuzinerordens in Österreich (einschließlich Südtirols) und Deutschland. Es wurde 1593/94 vom Tiroler Landesfürsten Erzherzog Ferdinand II. und seiner zweiten Gemahlin Anna Caterina von Gonzaga gegründet. Georg Benigni, Weihbischof von Brixen († 1597/98) weihte die Kapuzinerkirche und den Hochaltar zu Ehren des hl. Franziskus am 18. Dezember 1594.
Mit Einführung eines eigenen philosophisch-theologischen Studiums in der Nordtiroler Kapuzinerprovinz 1615 wurde auch das Kapuzinerkloster Innsbruck zum Studienkloster. Im selben Jahr wurde die Eremitage Erzherzog Maximilians III. des Deutschmeisters an der Nordseite der Kirche gebaut.
Von 1787 bis 1802, in der Regierungszeit Joseph II., war das Kloster aufgehoben. Nachdem das Kloster im Rahmen eines Rückkaufs durch Johann Nepomuk von Zimmermann wieder erworben wurde, folgte 1802 die erneute Weihe der Kirche durch Karl Franz von Lodron, Bischof von Brixen. 1929 und 1937 wurde das Kloster baulich erweitert. Während des Zweiten Weltkriegs war das Kloster von 1940 bis 1945 erneut aufgehoben. Nach der Zurückstellung des Klosters im Jahr 1945 wurden die Altäre am 21. Dezember 1947 von dem Apostolischen Administrator und späteren Bischof von Innsbruck Paulus Rusch konsekriert. 1960/61 wurde die Kirche restauriert. Ende 1968 wurde der eigene philosophisch-theologische Studienbetrieb in der Nordtiroler Kapuzinerprovinz eingestellt. Von 1991 bis 1994 wurden die Kirche und das Kloster durch Rückbau auf die ursprüngliche Größe generalsaniert. Zugleich wurden die Räumlichkeiten der Provinzbibliothek und des Provinzarchivs geschaffen.
Durch einen feierlichen Gottesdienst am 18. Dezember 1994, gehalten vom Innsbrucker Diözesanbischof Reinhold Stecher, wurde das neu gestaltete Kloster seiner Bestimmung übergeben.

## Kapuzinerkirche

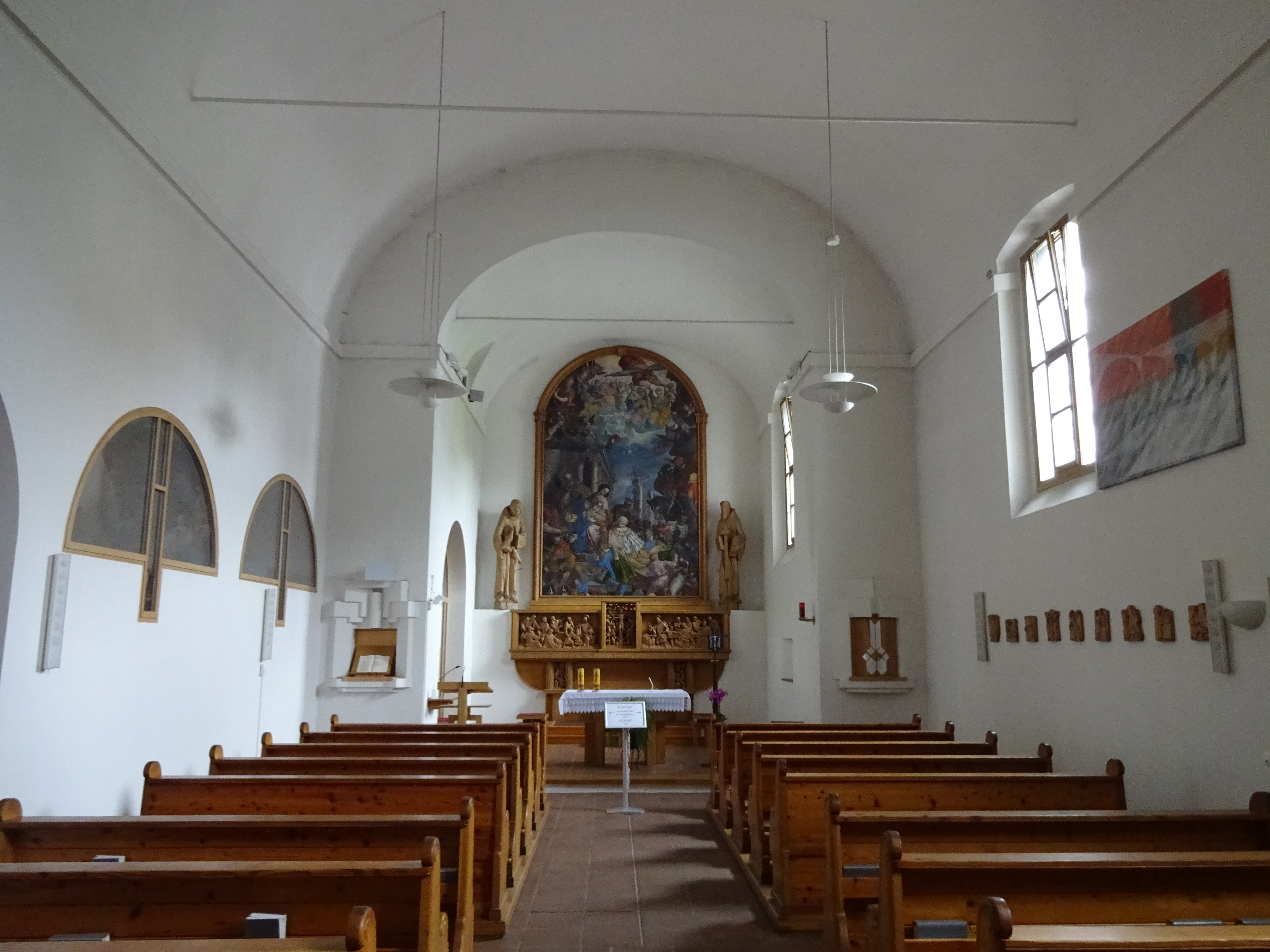
Innenraum der Kirche, Blick zum Altar

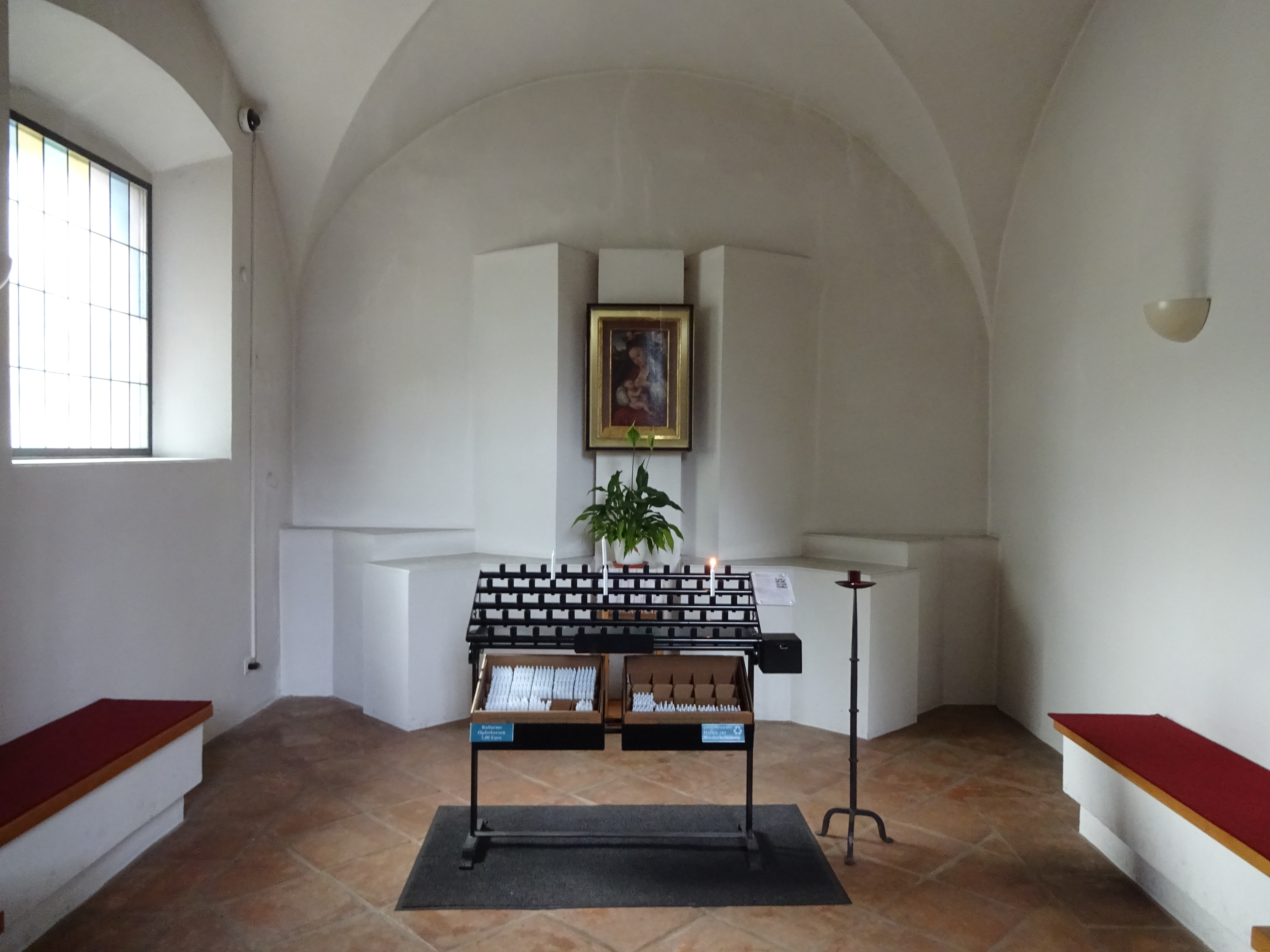
Marienkapelle

Der Kirchenraum besitzt ein schmuckloses Tonnengewölbe. Sein Ausstattungskonzept, das von Franz Pöhacker entworfen worden ist, ist im Sinne franziskanischer Einfachheit auf Holzinventar ausgerichtet.
Die rechte Nische im Altarraum bietet dem Tabernakel, die linke dem Evangelienbuch Platz (Sakrament und Wort). Ambo und Volksaltar stehen gleichwertig nebeneinander. Der Priestersitz befindet sich vorn in der Mitte der Stirnwand.
Das Altarbild stellt die Anbetung der Heiligen Drei Könige dar und wurde vom Kapuziner Cosimo da Castelfranco im Jahr 1606 gemalt. Das Altarretabel zeigt links die wunderbare Brotvermehrung, rechts die Hochzeit zu Kana und ist ein Schnitzwerk des akademischen Bildhauers Franz Staud aus dem Jahr 1949. In der Mitte, über dem Priestersitz, befindet sich das Kreuz, umwunden von einem Traubengerank. Die zwei Holzplastiken, ebenfalls von Franz Staud, stellen links den heiligen Franziskus als Gründer des Franziskanerordens und rechts den heiligen Märtyrer und Patron der Nordtiroler Kapuzinerprovinz Fidelis von Sigmaringen dar.
Links neben dem Kircheneingang ist die Marienkapelle mit Bild der „Maria lactans“, der stillenden Mutter Jesu, das von Lucas Cranach dem Älteren zwischen 1525 und 1530 gemalt wurde. Es kam 1629 aus dem Kapuzinerkloster Straubing in die Kapuzinerkirche nach Innsbruck und ist das älteste öffentlich verehrte Marienbild in Innsbruck.
Im Anschluss an die Marienkapelle befindet sich in der Ostwand die Grabnische des Kapuzinerlaienbruders Thomas von Olera, gestorben am 3. Mai 1631 in Innsbruck, der am 21. September 2013 in Bergamo seliggesprochen worden ist. Die Ausschmückung der Gedenkstätte wurde vom italienischen Künstler Maurizio Bonato geschaffen. Er malte auch die drei zwischen den beiden Kirchenfenstern befindlichen Bilder, die Teil seiner siebenteiligen Arbeit mit dem Thema „Das Leben des heiligen Franziskus“ sind.
An der Südwand des Kirchenraumes ist ein holzgeschnitzter Kreuzweg angebracht, der von Strbibanik († 1993) stammt. In der Mitte des Kirchenraumes erinnert eine Bodenfliese mit den Jahreszahlen 1705–1782 an eine ehemalige Gruft, in der 123 Kapuziner begraben sind. Epitaphien von zwei Generälen sind an der Innenseite der nördlichen und südlichen Kirchenwand erhalten. Seit 1783 befindet sich der Friedhof im Klostergarten.

## Aufgaben
In der Kapuzinerkirche wird jeden Vormittag ein Gottesdienst gefeiert. Sie ist tagsüber durchgehend geöffnet und wird gerne als Ort der Stille und des Gebets aufgesucht. Die Kapuzinerbrüder bieten am Vor- und Nachmittag die Möglichkeit, sich auszusprechen oder das Sakrament der Versöhnung zu empfangen. Meditationsraum und Sprechzimmer werden regelmäßig für Gebetsgruppen und Beratungsdienste zur Verfügung gestellt.
Die Wolfgangstube neben der Pforte des Kapuzinerklosters ist in besonderer Weise für bedürftige Menschen bestimmt. Die Caritas Innsbruck führt in Zusammenarbeit mit dem Klosterpförtner und der Klosterköchin die Frühstücksstube.
Der Klostergarten ist für die Bewohner und Bewohnerinnen des benachbarten „Nothburgaheims“, eines Seniorenheims, und für die Kinder des slw Kindergartens zugänglich.
Die Kapuziner übernehmen seelsorgerische wie liturgische „Aushilfendienste“ außerhalb des Klosters, wirken in der Gefängnisseelsorge, betreuen Schwesterngemeinschaften, bieten geistliche Begleitung und Exerzitien an.